# قشلاق نریمان‌کندی حاج خان اوغلان
قشلاق نریمان‌کندی حاج خان اوغلان یک روستا در ایران است که در دهستان قشلاق شرقی واقع شده‌است. قشلاق نریمان‌کندی حاج خان اوغلان ۳۲ نفر جمعیت دارد.